# San Julián de Palou

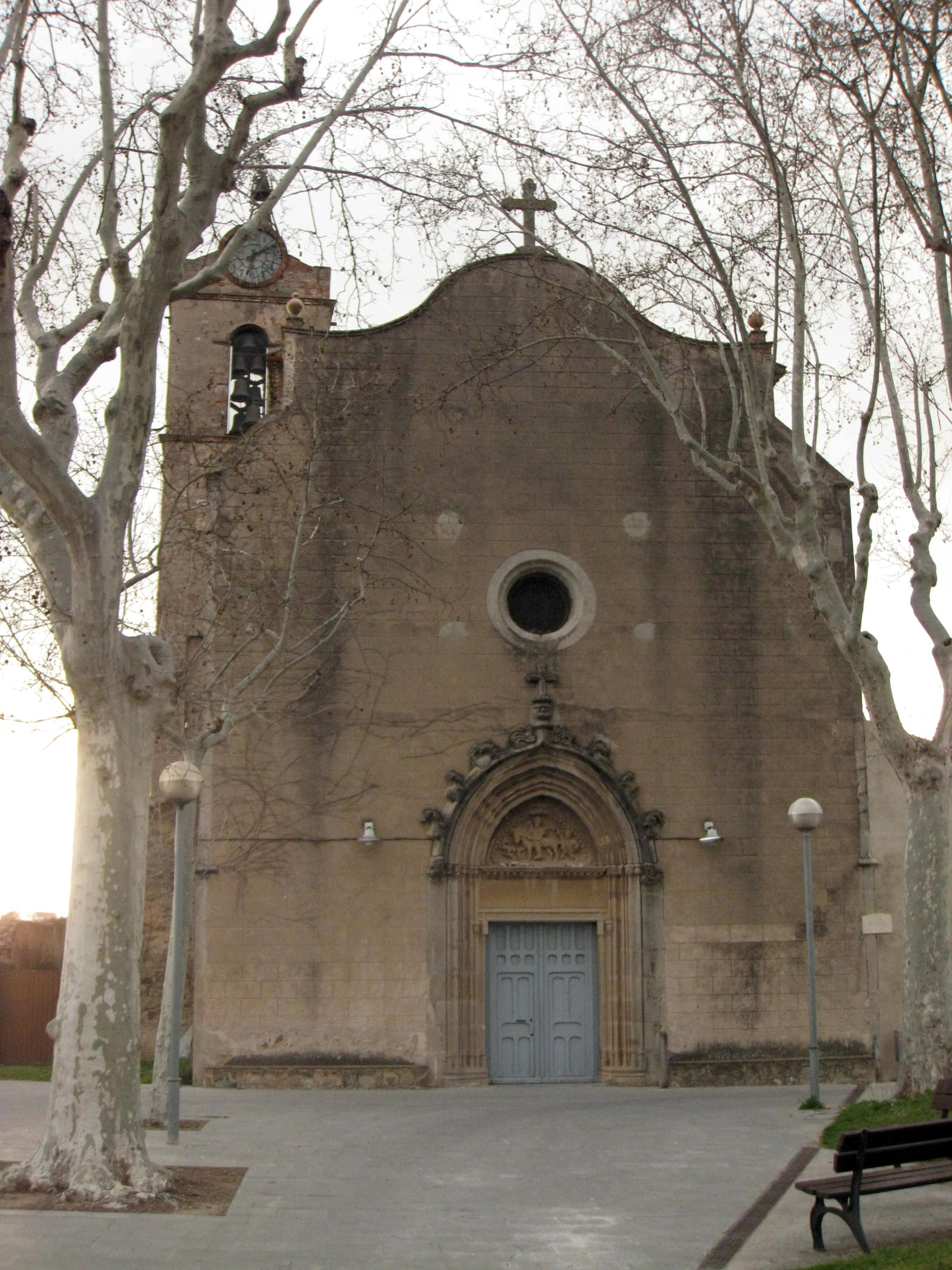
134 Sant Julià de Palou

San Julián es una iglesia parroquial en el antiguo pueblo de Palou, ahora perteneciente al municipio de Granollers (Vallés Oriental), protegida como bien cultural de interés local. De la primitiva iglesia románica no queda nada. La actual se construyó probablemente en el siglo XVI, porque consta que durante el siglo XV el templo románico estaba en malas condiciones. Así, en la visita del 21 de diciembre de 1403 se dice que la fábrica necesita una reparación total. En cambio, en las visitas de finales del XVI y principios del XVII, se dice que la fábrica no necesita reparación, pero sí el tejado. El interior y la portada fueron restaurados a comienzos del siglo XX.
Iglesia, de estilo gótico tardío rural, orientada hacia ponente; tiene una nave con el tejado más bajo que las paredes que la sustentan. Las capillas laterales y el ábside poligonal están reforzadas por contrafuertes. La vuelta de la nave y del ábside es de crucería, aunque carecen las claves y las ménsulas. La fachada está acabada en semicírculo, de estilo catalán. Tiene un ojo de buey y una portada de estilo gótico tardío. Un arco apuntado enmarca una puerta de dintel plano con un tímpano decorado con un relieve de un caballero. El campanario tiene dos cuerpos con cuatro vacíos de medio punto para las campanas y, encima, hay un reloj. Las capillas que había antes de 1936 están muy bien detalladas por Antoni Gallardo. Actualmente, en el presbiterio, hay un altar moderno. Hay cinco capillas laterales de bóveda de crucería. Las dos más grandes son de la época del edificio y las otras dos son posteriores. En la primera de la derecha hay un altar del Santísimo con una imagen gótica de la Virgen de Lidón -hoy en día, una reproducción-. El material empleado por esta construcción es tabicado enlucido.